# Самый длинный день (фильм)
«Самый длинный день» (англ. The Longest Day) — американский чёрно-белый кинофильм о высадке союзников в Нормандии во время Второй мировой войны, снятый в 1962 году по одноимённой книге Корнелиуса Райана. Картина получила две премии «Оскар».

## История создания
В основу фильма лёг исторический роман 1959 года «Самый длинный день». Автор книги Корнелиус Райан собрал обширный документальный материал в виде интервью очевидцев событий. Дэррил Занук, продюсер киностудии 20th Century Fox, приобрёл права на экранизацию романа у автора за 175 000 долларов США. Задача Занука состояла в создании масштабного и достоверного кинофильма. Там, где это было возможно, съёмки проводились в реальных исторических местах и при максимально приближенной к описываемой в книге погоде. Роман адаптирован в сценарий писателем и ветераном II мировой войны Роменом Гари.
Из соображений экономии времени и в связи с тем, что разные сегменты фильма снимались на языках оригинала, над фильмом работало несколько режиссёров: Кен Эннакин снимал британские и французские сцены, Эндрю Мортон — американские, Герд Освальд и Бернхард Викки — немецкие.

## Сюжет
Кинофильм рассказывает о событиях 6 июня 1944 года, когда близ городка Сент-Мер-Эглиз высадился американский десант, 82-я и 101-я дивизии.
Фильм состоит из трёх частей:
- подготовка союзников к высадке, ожидание улучшения погоды;
- передвижение массивной армады через Ла-Манш, предварительный выброс парашютистов и коммандос в тыл врага;
- штурм пляжей Нормандии.

Изображение важнейшего вторжения со стороны сил союзников перемежается ответными действиями немцев, обнаруживших армаду: «Эти тысячи кораблей, которых, как вы говорили, у союзников нет, ну, так они уже здесь!» — докладывает немецкий офицер в штаб армии.

## В ролях
В ролях представителей четырёх основных стран, представленных в фильме (США, Великобритании, Франции и Германии), были заняты известные актёры соответствующих стран. Достаточно уникальным для фильмов о войне 1960-х годов стало то, что немецкие и французские персонажи говорили и были озвучены на своих родных языках, с использованием субтитров для перевода смысла. Одновременно была версия, где все персонажи говорят по-английски.
Персонажи представлены по странам. Большинство основных персонажей основаны на реальных прототипах.

### ПредставителиСШАиКанады
| Актёр           | Роль                                    |
| --------------- | --------------------------------------- |
| Эдди Альберт    | полковник Томпсон                       |
| Пол Анка        | рейнджер армии США                      |
| Ред Баттонс     | рядовой Джон Стил )                     |
| Мел Феррер      | генерал-майор Роберт Хейнс              |
| Генри Фонда     | бригадный генерал Теодор Рузвельт-мл.   |
| Генри Грейс     | генерал Дуайт Эйзенхауэр                |
| Александер Нокс | бригадный генерал Уолтер Б. Смит        |
| Родди Макдауэлл | рядовой Моррис                          |
| Джон Мейллон    | адмирал Алан Г. Кирк                    |
| Сэл Минео       | рядовой Мартини                         |
| Роберт Митчем   | генерал-майор Норман Д. Кота            |
| Эдмонд О’Брайен | генерал-майор Рэймонд О. Бартон         |
| Роберт Райан    | бригадный генерал Джеймс М. Гэйвин      |
| Джордж Сигал    | рейнджер армии США                      |
| Род Стайгер     | командующий эскадренного миноносца      |
| Николас Стюарт  | генерал армии Омар Н. Брэдли            |
| Роберт Вагнер   | рейнджер армии США                      |
| Джон Уэйн       | подполковник Бенджамин Х. Вандерворт    |
| Стюарт Уитман   | лейтенант Шин                           |
| Ричард Беймер   | рядовой 82-й воздушно-десантной дивизии |

### ПредставителиВеликобритании
| Актёр         | Роль                                            |
| ------------- | ----------------------------------------------- |
| Патрик Барр   | груп-капитан Джеймс Стагг                       |
| Ричард Бёртон | старший лейтенант авиации Дэвид Кэмпбелл        |
| Шон Коннери   | рядовой Фланаган (шотландец с ручным пулеметом) |
| Лео Дженн     | бригадир Эдвин П. Паркер                        |
| Саймон Лэк    | маршал авиации Траффорд Ли-Мэллори              |
| Кеннет Мор    | капитан Колин Мод                               |
| Тревор Райд   | генерал Бернард Лоу Монтгомери                  |
| Джон Робинсон | адмирал Бертрам Рамсей                          |
| Ричард Тодд   | майор Джон Говард                               |
| Фрэнк Финлей  | Private Coke, 2nd Oxford & Bucks L.I.           |

### ПредставителиФранции
| Актёр           | Роль                                   |
| --------------- | -------------------------------------- |
| Бурвиль         | мэр Кольвиль-сюр-Мер                   |
| Ирина Демик     | Жанин Буатар (участница Сопротивления) |
| Кристиан Маркан | фрегат-капитан Филипп Кьефе            |
| Мадлен Рено     | мать-настоятельница                    |
| Жорж Ривер      | сержант Ги де Монлор                   |
| Жан Серве       | контр-адмирал Жаньяр                   |
| Мишель Дюшоссуа |                                        |

### ПредставителиТретьего рейха
| Актёр              | Роль                                   |
| ------------------ | -------------------------------------- |
| Ханс Кристиан Блех | майор Вернер Плускат                   |
| Вольфганг Бюттнер  | генерал-лейтенант Ханс Шпайдель        |
| Пауль Хартман      | генерал-фельдмаршал Герд фон Рундштедт |
| Вернер Хинц        | генерал-фельдмаршал Эрвин Роммель      |
| Курд Юргенс        | генерал пехоты Гюнтер Блюментритт      |
| Рихард Мюнх        | генерал артиллерии Эрих Маркс          |
| Шрёдер, Эрнст      | генерал-оберст Ганс фон Зальмут        |
| Вольфганг Прайс    | генерал-майор Макс-Йозеф Пемсель       |

## Награды и номинации
- 1962 — премия Национального совета кинокритиков США за лучший фильм
- 1963 — две премии «Оскар» — за лучшую чёрно-белую операторскую работу (Жан Бургуан, Вальтер Воттиц) и лучшие спецэффекты (Роберт Макдональд, Жак Момон), а также три номинации: за лучший фильм (Дэррил Ф. Занук), лучший монтаж (Сэмюэл И. Битли), лучшую работу художников и декораторов в черно-белом фильме (Тед Хоуорт, Леон Борсак, Винсент Корда, Габриэль Бешир).
- 1963 — премия «Золотой глобус» за лучшую черно-белую операторскую работу (Жан Бургуан, Вальтер Воттиц, Анри Персен), а также номинация за лучший драматический фильм
- 1963 — премия «Давид ди Донателло» за лучшую зарубежную постановку (Дэррил Ф. Занук)
- 1963 — номинация на премию Гильдии режиссёров США (Эндрю Мартон, Кен Аннакин, Бернхард Викки)

## Влияние
В фильме «Самый длинный день», как и в другом американском фильме «Битва в Арденнах» (1965) ни разу не упомянута роль советских войск в победе над фашизмом. После их просмотра советский кинорежиссёр Юрий Озеров принялся за создание киноэпопеи «Освобождение» (1968-1971), посвящённой сражениям советских войск. В последующем Озеров создал ещё 3 киноэпопеи о Великой Отечественной войне и 3 работы на их основе.